# Торборг, Сёрен
Сёрен Фредерик Торборг (дат. Søren Frederik Thorborg; 10 марта 1889, Barrit, Центральная Ютландия — 31 июля 1978, Гилллелайе, Ховедстаден) — датский гимнаст, серебряный призёр летних Олимпийских игр 1912 года в командном первенстве по шведской системе.